# Господин Пунтила и его слуга Матти
«Господин Пунтила и его слуга Матти» (нем. Herr Puntila und sein Knecht Matti) — комедия немецкого поэта и драматурга Бертольта Брехта.

## История создания
Комедию «Господин Пунтила и его слуга Матти» Бертольт Брехт написал в сентябре 1940 года в Финляндии, куда он, спасаясь от нацистов, приехал по приглашению известной финской писательницы Хеллы Вуолийоки.
Финская писательница предложила Брехту принять вместе с ней участие в конкурсе на «лучшую народную пьесу», при этом Вуолийоки задумала развлекательную комедию — о пьянице, который с похмелья испытывает ненависть ко всем окружающим. На основе её набросков Брехт написал иную пьесу: он удалял «психологические разговоры» и задачу свою видел в том, чтобы «сценически воплотить противоречие „господин и слуга“ и вернуть теме её поэзию и комизм»; характер Пунтилы его гораздо больше интересовал, когда тот «трезв в дым». Брехт писал «Пунтилу» практически одновременно с «Добрым человеком из Сезуана», и главный герой пьесы, по словам Эрнста Шумахера, «добрый человек» навыворот. Если в пьесе Вуолийоки шофёр, сватавшийся к дочери помещика, был переодетым дипломатом, и этот расхожий приём приводил к традиционному счастливому концу, то в версии Брехта шофёр и дипломат — разные лица: сватается к дочери Пунтилы дипломат, сам он спьяну решает выдать дочь за шофёра, — в итоге слуге ничего другого не остаётся, как покинуть своего господина. В результате этой переработки комедия из фарса превратилась в социальную пьесу.
Весной 1941 года Брехту пришлось покинуть Финляндию и на шесть с лишним лет поселиться в Соединённых Штатах; первое представление пьесы, под её первоначальным названием — «Хозяин поместья Исо-Хейкиллэ и его слуга Калли», — состоялось в 1946 году в Финляндии, на сцене рабочего театра, при этом автором была названа Хелла Вуолийоки. Под названием «Господин Пунтила и его слуга Матти» и с указанием авторства Брехта пьеса впервые была поставлена в цюрихском «Шпильхаузе» самим Брехтом и Куртом Гиршфельдом. Этот спектакль, впервые представленный публике 5 июня 1948 года, стал театральным событием с международным резонансом и первым значительным успехом Брехта-драматурга после его возвращения в Европу .
На русский язык пьеса впервые была переведена Л. Чёрной и опубликована в 1955 году в журнале «Новый мир»; в 1956 году в однотомнике пьес Брехта «Господин Пунтила» был опубликован в переводе Р. Райт, С. Болотина и Т. Сикорской.

## Действующие лица
- Пунтила — хозяин имения
- Ева Пунтила — его дочь
- Mатти — его шофер
- Официант
- Судья
- Атташе
- Ветеринар
- Эмма-самогонщица
- Девушка-фармацевтка
- Коровница
- Телефонистка
- Толстяк
- Работник
- Рыжий работник
- Тощий работник
- Красный Сурккала
- Лайна — кухарка
- Фина — горничная
- Адвокат
- Пастор
- Пасторша

## Сюжет
Владелец обширного имения Пунтила, когда пьян — добрейший человек, но выносить его в больших количествах трудно: помимо того, что пьяный Пунтила неадекватно воспринимает окружающую действительность, он и в доброте своей остаётся сумасбродным барином. Он может зайти в ресторан «пропустить рюмочку» и задержаться там на трое суток, — шофёр Матти всё это время вынужден ждать его на улице. Он может перед самым закрытием биржи труда увезти в своё имение, дабы «познакомиться поближе», троих работников, хотя нужен ему только один, не нанять в итоге никого и оставить всех троих без работы, поскольку биржа тем временем уже закрылась.
Но самое худшее, что время от времени у него случаются «приступы трезвости»: в этом состоянии из добродушного сумасброда он превращается в злобного самодура. Пьяный, он отдаёт шофёру Матти свой кошелёк, чтобы тот за него расплачивался, протрезвев, находит кошелёк у шофёра в кармане — и обвиняет его в воровстве. Очередной приступ трезвости осложнён тем, что накануне спьяну Пунтила «добродушно» поиздевался над очень нужным человеком — владельцем единственного на всю округу племенного жеребца; другого для оплодотворения кобыл придётся искать за сотни километров от имения, и Пунтила зол на весь мир.
Матти терпит выходки хозяина, потому что найти хорошее место нелегко; к тому же он неравнодушен к хозяйской дочери — Еве. Пунтила собирается выдать её за атташе, Еве жених не пришёлся по сердцу, но отец дал слово, и надо устроить так, чтобы жених отказался от неё сам. Матти готов помочь девушке — каким угодно образом скомпрометировать её в глазах жениха; но у атташе слишком много долгов, и потому он не щепетилен: даже уединение Евы с шофёром в бане, её растрёпанные волосы и расстёгнутая блузка жениха не могут смутить.
Спасает Еву сам Пунтила: чтобы оплатить долги атташе, он должен продать свой лес; во время помолвки, ещё не успев напиться, посмотрев трезвым взглядом на свой лес и на атташе, Пунтила сам выгоняет жениха. Выпив ещё немного, он решает выдать дочь за шофёра: ради такого жениха лес продавать не придётся. Матти сопротивляется: содержать жену ему решительно не на что. Правда, Пунтила обещает подарить зятю лесопилку, но кто знает, какое настроение у него будет завтра. Матти устраивает Еве экзамен — как бы она приспособилась к жизни бедняков, предполагающей и стирку белья, и штопку носков, и массу других непривычных для неё занятий, и вдобавок грубость мужа, устающего на тяжёлой работе. Ева экзамен не выдерживает.
У Пунтилы очередной «приступ трезвости»; он узнаёт о печальных последствиях своих пьяных выходок и решает навсегда бросить пить, — приказывает доставить к нему всё спиртное, какое есть в доме, дабы прилюдно его уничтожить. Но вместо этого как-то незаметно начитает пить, с пафосом разбивая опорожнённые бутылки. Пьяный Пунтила никого не любит так, как Матти, и, напившись до потери сознания, он прилюдно обещает отписать шофёру половину своих лесов. Утром, не дожидаясь, когда Пунтила проснётся, Матти навсегда покидает его имение: зная характер своего хозяина, он опасается, что, протрезвев и вспомнив о своём обещании, Пунтила вызовет полицию.

## Сценическая судьба
«Господин Пунтила и его слуга Матти» был одной из первых постановок созданного Брехтом в 1948 году театра «Берлинер ансамбль». В режиссёрском плане, разработанном Брехтом для этого спектакля, сочетались принципы итальянской комедии дель арте с приёмами современной бытовой пьесы. В спектакле были использованы как расписанные задники, так и проекции на белый экран. В январе 1952 года Брехт вместе с Эгоном Монком создал в «Берлинер ансамбль» новую версию спектакля, с новым составом исполнителей, в числе которых были Тереза Гизе и Эрвин Гешоннек.
Комедия «Господин Пунтила и его слуга Матти» очень скоро стала одной из самых популярных пьес Брехта; только на протяжении 50-х годов её поставили более 30 театров ГДР и многие театры Западной Германии; ещё раньше, чем в Берлине, пьеса была поставлена в мюнхенском «Каммершпиле». Однако в Западной Германии комедию часто ставили неправильно, с точки зрения автора: в спектаклях исчезало противоположность между двумя мирами, из которых один господствует, а другой обслуживает; в частности, мюнхенская постановка оставляла у критиков такое впечатление, будто Брехт любит своего Пунтилу.
Пьеса неоднократно ставилась и в СССР; большим успехом пользовался, в частности, спектакль, поставленный в 1958 году Вольдемаром Пансо в Таллинском театре им. В. Кингисеппа, с Хуго Лауром в главной роли. «Лучшие сцены X. Лаура, — писал в „Московской правде“ В. Комиссаржевский, — это его „трезвые“ сцены, наполненные какой-то угрюмой и мстительной силой». Но самую первую постановку осуществил на ленинградском радио 1957 году Рубен Агамирзян с актёрами Ленинградского театра им. А. С. Пушкина.

### Известные постановки
- 1948 — «Шаушпильхауз», Цюрих. Постановка Бертольта Брехта и Курта Хиршфельда; художник Тео Отто. Роли исполняли: Пунтила — Леонард Штеккель, Матти — Густав Кнут, Ева — Хелен Вита, Эмма-самогонщица — Тереза Гизе. Премьера состоялась 5 июня[5].
- 1949 — «Каммершпиле», Мюнхен. Постановка Ганса Швейкарта. В роли Пунтилы — Адольф Гондрель. Премьера состоялась 9 января
- 1949 — «Берлинер ансамбль». Постановка Б. Брехта и Э. Энгеля; художник Каспар Неер. Роли исполняли: Пунтила — Леонард Штеккель, Матти — Эрвин Гешоннек, Эмма-самогонщица — Тереза Гизе, Эльза-коровница — Регина Лутц . Премьера состоялась 8 ноября.
- 1952 — «Берлинер ансамбль». Постановка Б. Брехта и Эгона Монка. Композитор Пауль Дессау. Роли исполняли: Пунтила — Курт Буа, Матти — Эрвин Гешоннек, Эмма-самогонщица — Тереза Гизе. Куплеты о Пунтиле между картинами исполняла Аннемари Хаазе.
- «Театр драматичны», Варшава. Постановка Конрада Свинарский, художник Томаш Руминский

#### Постановки в СССР и в России
- 1958 — Таллинский академический драматический театр им. В. Кингисеппа. Постановка Вольдемара Пансо; художник Мари-Лийс Кюла. Роли исполняли: Пунтила — Арнольд Суурорг и Хуго Лаур, Матти — Рудольф Нууде, Ева — Линда Руммо, Премьера состоялась 1 мая
- 1963 — Литовский театр русской драмы, Вильнюс. Постановка В. Галицкого, художник И. Иванов; композитор В. Горбульский. Роли исполняли: Пунтила — Б. Красильников, Матти — А. Иноземцев, Эмма-самогонщица — М. Миронайте.
- 1966 — Центральный театр Советской Армии. Постановка Хавемана
- 1974 — Центральный театр Советской Армии. Постановка Бориса Ситко. Роли исполняли: Пунтила — Б. Ситко, Матти — В. Сошальский.
- 2008 — Дзержинский театр драмы. Постановка Андрея Подскребкина. Роли исполняли: Пунтила — Ю.Кислинский, Матти — О.Рязанов.
- 2012 — Московский театр им. Вл. Маяковского. Постановка М. Карбаускиса; художник С. Бархин; музыка Пауля Дессау. Роли исполняют: Пунтила — Михаил Филиппов, Матти — Анатолий Лобоцкий, Ева — Зоя Кайдановская, Атташе — Евгений Парамонов, Адвокат — Игорь Кашинцев, Пастор — Игорь Охлупин[6]

#### Теле- и радиопостановки
- 1957 — Ленинградское радио. Постановка Рубена Агамирзяна, музыка Люциана Пригожина. Роли исполняли: Пунтила — Ю. Толубеев, Матти — И. Горбачёв. Спектакль был удостоен диплома I Ленинградского фестиваля искусств «Белые ночи».

## Экранизации
- 1955 — Господин Пунтила и его слуга Матти / Herr Puntila und sein Knecht Matti, Австрия; фильм Альберто Кавальканти
- 1966 — Господин Пунтила и его слуга Матти / Herr Puntila und sein Knecht Matti, телевизионный фильм, Германия; режиссёр Рольф Хедрих
- 1979 — Господин Пунтила и его слуга Матти / Herra Puntila ja hänen renkinsä Matti, Швеция — Финляндия